# Neoplocaederus francqueni
Neoplocaederus francqueni är en skalbaggsart som först beskrevs av Pierre Lepesme och Stefan von Breuning 1956.  Neoplocaederus francqueni ingår i släktet Neoplocaederus och familjen långhorningar. Inga underarter finns listade i Catalogue of Life.